# Организация за освобождение на Палестина
Организация за освобождение на Палестина (ООП) (на арабски: منظمة تحرير فلسطينية, Муназамат ал-тахрир филастиния) е политическа и паравоенна организация на палестинските араби. В продължение на години това е единствената палестинска организация, поради което е заслужила правото да представлява палестинските араби в международните отношения (до появата на Палестинската автономия), като получава статут на наблюдател в ООН и право на дипломатическо представителство в редица страни.
Дълго време нейната цел е създаване на независима палестинска държава между река Йордан и Средиземно море, като по този начин тя замести Израел. През последните години официалната цел на ООП се определя по нов начин – създаване на държава, обхващаща Западния бряг и ивицата Газа (въпреки че значителна част от членовете на организацията не се придържа към нея). Тази промяна в политическата линия, която фактически признава правото на евреите на собствена държава в историческата област Палестина, става предпоставка за започване на конструктивни преговори с Израел, довели до създаването на Палестинската автономия.
Първата палестинска военна организация е Фатах на Ясер Арафат. До 90–те години, тя е най-голямата палестинска политическа сила. Другата по-голяма организация е Народният фронт за освобождение на Палестина, основана от православния християнин Жорж Хабаш. По-късно, той се оттегля от председателския пост, отстъпвайки го на Абу Али Мустафа, убит през 2001. Председател на фронта става Ахмед Саадат, арестуван през 2002. От НФОП се отцепват Демократичният фронт за освобождение на Палестина и Народният фронт за освобождение на Палестина – Главно командване, последната, подкрепяна от Сирия и Иран.
ООП е считана САЩ и Израел за терористична организация до Мадридската конференция през 1991 г. Самата партия се счита за такава до 1988 г. През 1993 г. ООП официално се отрича методите на насилието и тероризма. В отговор, Израел официално признава ООП като представител на палестинския народ.
ООП се ръководи от Ясер Арафат от 1969 г. до смъртта му през 2004 г., когато той е наследен от Махмуд Абас (известен още като Абу Мазен), избран след него на поста президент на Палестинската автономия.
През декември 2001 г. правителството на Израел обявява администрацията на ООП като „организация, поддържаща тероризма“.